# L-913
La L-913 és una carretera antigament anomenada provincial, actualment gestionada per la Generalitat de Catalunya. La L correspon a la demarcació provincial de Lleida.
És una carretera local que comença a la comarca de la Noguera i que mor just en entrar en la del Pallars Jussà.
Segueix, grosso modo, el traçat d'un camí obert al segle xiii pels monjos de Santa Maria de Meià per a enllaçar Vilanova i Santa Maria de Meià amb Llimiana i Tremp.
Té el seu origen a Vilanova de Meià i el seu final a prop de l'Hostal Roig, del terme de Gavet de la Conca, tot i que per pistes rurals habitualment en bon estat enllaça amb Llimiana i Tremp. Oficialment s'acaba en el punt quilomètric 8,5, però té perfecta continuïtat per una pista local asfaltada, carretera, de fet, que passa per l'Hostal Roig, Mata-solana, Sant Martí de Barcedana, Sant Cristòfol de la Vall i s'aboca en la carretera LV-9121 a prop de Llimiana.
S'inicia en el terme municipal de Vilanova de Meià i s'acaba en el de Gavet de la Conca. Són els dos únics municipis per on passa aquesta carretera. La longitud oficial d'aquesta carretera és de 8,5 km.
L'inici de la carretera és a Vilanova de Meià, a 596,9 m. alt., i el final, a les Forques, sota el Cinglo del Desferrador, de la Serra del Cucuc, prop de l'Hostal Roig, a 1.032,7. Per tant, en 11 quilòmetres de recorregut puja 435,8 m.